# 金盆店遗址
金盆店遗址是位于武汉市黄陂城关东北约46公里姚集农科所的一处商周时期古文化遗址。原有四个土包，中间为水塘，后被平整。在滠水以西，占地约25500平方米，文化层2米。出土陶器多为夹砂红陶，其次为黑皮陶，纹饰以绳纹居多。器形有陶豆、鬲口沿、陶片、柱状和蹄状鬲足等。1987年列入区级文物保护单位。